# 坂木藩
坂木藩（さかきはん）は、信濃国埴科郡（現在の長野県埴科郡坂城町坂城）に存在した藩。藩庁は坂木陣屋。

## 藩史
坂木藩は天和2年（1682年）2月、板倉重種が蟄居することで成立した藩である。重種は武蔵岩槻藩6万石の藩主で老中を務めていたが、天和元年（1681年）に罷免されて蟄居を命じられたのである。蟄居の翌年、重種は幕府に所領返還を申し出たが、祖父の板倉重昌の功績などから、特別に重種の長男重寛が3万石、甥の板倉重宣が2万石をそれぞれ継ぐことを許された（上総高滝藩）。そして元禄15年（1702年）12月、重寛が陸奥福島藩3万石に移封されたことにより坂木藩は板倉家の支配を最後に廃藩となり、幕府領となった。

## 歴代藩主
板倉家
譜代。5万石 → 3万石と2万石。
1. 重種（しげたね）
2. 重寛（しげひろ）

分知
- 重宣（しげのぶ）